# Diskrensning
Diskrensning är ett begrepp som innebär att man rensar en dators hårddisk från temporära och/eller oanvändbara filer.
Det finns en uppsjö med mjukvaror för diskrensning. Det finns även ett inbyggt diskrensningsverktyg i Windows.